# Cerano
Cerano – miejscowość i gmina we Włoszech, w regionie Piemont, w prowincji Novara.
Według danych na rok 2004 gminę zamieszkiwały 6664 osoby, 208,2 os./km².